# Делгани
Делгани (англ. Delgany; ирл. Deilgne) — деревня в Ирландии, находится в графстве Уиклоу (провинция Ленстер) у дороги R762. Население — 5176 человек (по переписи 2006 года). При этом, население пригородов (environs) — 480 человек.